# Michael Arroyo
Michael Antonio Arroyo Mina (* 23. April 1987 in Guayaquil) ist ein ecuadorianischer Fußballspieler. Der Mittelfeldspieler ist ecuadorianischer Nationalspieler.

## Karriere

### Verein
Er begann seine Karriere 2005 beim CS Emelec. 2007 wurde er nach einem positiven Dopingtest für zwei Jahre gesperrt. 2009 wechselte Arroyo zu Deportivo Quito, mit dem er im selben Jahr ecuadorianischer Meister wurde. 2010 ging er nach Mexiko, wo er für den San Luis FC und den CF Atlante spielte. Nach zwei Jahren kehrte er zurück nach Ecuador zum Barcelona SC Guayaquil, mit dem er 2012 die Meisterschaft gewinnen konnte. 2014 ging Arroyo wieder nach Mexiko, zuerst zu seinem alten Klub Atlante und nach einem halben Jahr zum Club América, mit dem er die mexikanische Meisterschaft die Apertura 2014 gewann. Danach gewann er mit dem Club América die CONCACAF Champions League 2014/15 und belegte bei der FIFA-Klub-Weltmeisterschaft 2015 den fünften Platz. Nach seiner Zeit bei Club América wechselte er zu Grêmio Porto Alegre, mit denen er 2017 die Copa Libertadores gewann. Nach einer Saison wechselte Arroyo zum Barcelona SC Guayaquil.

### Nationalmannschaft
Arroyo wurde 2010 zum ersten Mal in die ecuadorianische Nationalmannschaft berufen. Er spielte die Copa América 2011 und schaffte mit Ecuador die Qualifikation zur Weltmeisterschaft 2014. In Brasilien wurde er in zwei von drei Gruppenspielen eingesetzt, beim 1:2 gegen die Schweiz und beim 0:0 gegen Frankreich. Als Gruppendritte schieden die Ecuadorianer in der Gruppenphase aus.